# Vienna Challenger 1992
Il Vienna Challenger 1992 è stato un torneo di tennis facente parte della categoria ATP Challenger Series nell'ambito dell'ATP Challenger Series 1992. Il torneo si è giocato a Vienna in Austria dal 27 luglio al 2 agosto 1992 su campi in terra rossa.

## Vincitori

### Singolare
Thomas Buchmayer ha battuto in finale  Reinhard Wawra con il punteggio di 7–6, 6–1

### Doppio
Wojciech Kowalski /  Christer Wedenby hanno battuto in finale  Alexis Hombrecher /  Andrej Merinov con il punteggio di 7–6, 4–6, 6–3